# Steneotarsonemini
Tribu
Les Steneotarsonemini sont une tribu d'acariens de la famille des Tarsonemidae.

## Liste des genres
Selon BioLib (14 mars 2024) :
- Acaronemus Lindquist & Smiley, 1978
- Dendroptus Kramer, 1876
- Neosteneotarsonemus Tseng & Lo, 1980
- Ogmotarsonemus Lindquist, 1986
- Phytonemus Lindquist, 1986
- Steneotarsonemus Beer, 1954
- Suskia Lindquist, 1986

## Systématique
La tribu des Steneotarsonemini a été nommée en 1986 par l'acarologue canadien Evert E. Lindquist (d) avec pour genre type Steneotarsonemus Beer, 1954

## Publication originale
- (en) Evert E. Lindquist, « The World Genera of Tarsonemidae (Acari: Heterostigmata): A Morphological, Phylogenetic, and Systematic Revision, with a Reclassification of Family-Group Taxa in the Heterostigmata », Memoirs of the Entomological Society of Canada, Société d'entomologie du Canada, vol. 118, no S136,‎ 1986, p. 1-517 (ISSN 0071-075X et 1920-3047, DOI 10.4039/ENTM118136FV).